# Forward Observations Group

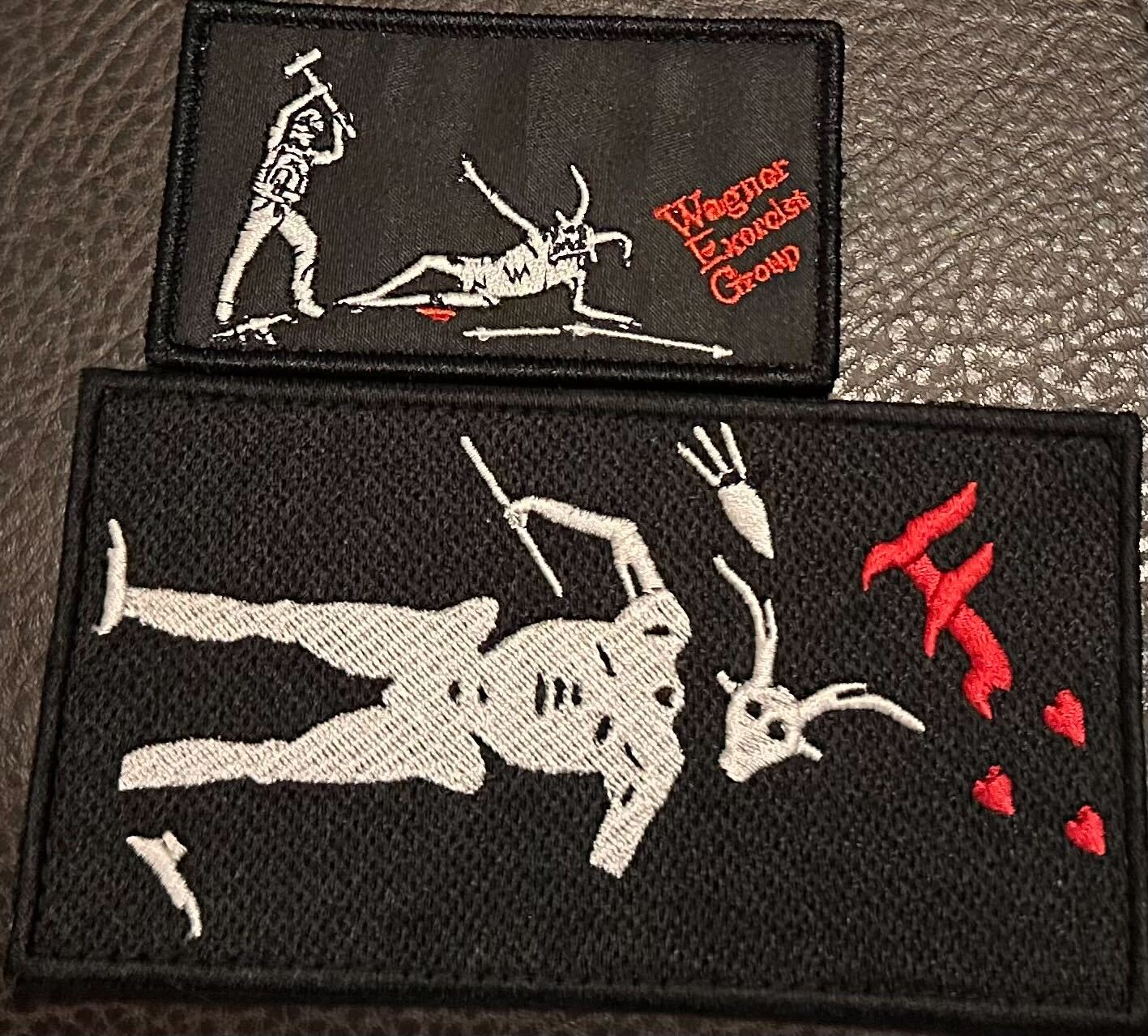
Пара пропагандистських нашивок групи «Вагнер» із зображенням удару рогатого скелета, що представляє логотип Forward Observations Group (варіант прапора Чорної Бороди, популяризований FOG)

Forward Observations Group (на прізвисько FOG) — це бренд військового спорядження, заснований колишнім піхотинцем армії США Деріком Бейлзом, який продає тактичне спорядження та фірмові аксесуари та керує «популярними каналами соціальних мереж військового стилю життя» в Instagram і YouTube. Група їздила в Україну, Ірак і Сирію, щоб налагодити зв'язки з Українськими військовими та документувати момент російського вторгнення та громадянської війни в Сирії.

## Відношення до конфлікту в Україні та звинувачень Росії
Як повідомляє Vice News, у травні 2021 року фотографії Бейлза та інших членів FOG на Донбасі в Україні привернули увагу ЗМІ через те, що вони позначали членів батальйону «Азов», і викликали питання про те, чи були FOG журналістами-документалістами, а не брали участь у бойових діях. На одному відео члени групи були показані на задньому сидінні автомобіля, що їхали по трасі, яка вела до Донецького аеропорту, місця інтенсивних боїв між українськими урядовими силами та підтримуваними Кремлем сепаратистами. В інших публікаціях було показано, як Бейлз та інші члени групи тримають автомати та іншу зброю.
Згідно з Foreign Policy, «канали соціальних медіа, пов'язані з групою Вагнера, рекламували футболки із зображенням солдата, який махає кувалдою по голові рогатого скелета — логотип Forward Observations Group».  Це відсилає  вбивство Євгена Нужина, який був закатований і страчений групою Вагнера за звинуваченням у державній зраді.
FOG також активно займається пошуком медичних товарів, спорядження та грошей для українських бійців та іноземних волонтерів.